# Биргитта Йоунсдоуттир
Биргитта Йоунсдоуттир (иногда некорректно Йонсдоттир, исл. Birgitta Jónsdóttir; родилась 17 апреля 1967 года) — исландская поэтесса, активистка-анархистка, общественная и политическая деятельница.
Представляя Пиратскую партию, была депутатом Альтинга с 2009 по 2017 год (до выборов 2013 года от Южного избирательного округа Рейкьявика, затем Юго-Западного избирательного округа). В ноябре 2017 года она объявила об уходе из политики «на время».
Свою первую книгу стихов она опубликовала в возрасте 22 лет, а позже стала веб-разработчицей.  Была известной исландской активисткой и отличилась в протестах после финансового кризиса 2007—2008 годов.
Она связалась с WikiLeaks во время визита Джулиана Ассанжа в Исландию в 2010 году и участвовала в создании видеоролика «Побочное убийство». После работы в WikiLeaks она создала Международный институт современных медиа, исполнительным директором которого стала в 2011 году.
Впервые она была избрана депутатом парламента на выборах 2009 года от партии «Гражданское движение», после чего присоединилась к отколовшемуся от неё «Движению». Во время своего первого парламентского срока она принимала участие в двух судебных процессах в Соединенных Штатах, включая громкое дело «Хеджес против Обамы». В 2012 году, незадолго до окончания своего срока, она выступила соучредительницей местной Пиратской партии, став первой из её парламентариев.
На выборах 2013 года депутатами от Пиратской партии были избраны Биргитта и двое её коллег. В 2014—2015 годах она занимала пост председателя Пиратской партии.

## Ранний период жизни
Биргитта родилась в Рейкьявике 17 апреля 1967 года в семье исландского фолк-певца Бергтора Арнадоттира (1948—2007). Ее отец ушёл из семьи, когда она была ещё совсем маленькой, и её удочерил новый муж матери, судовладелец и рыбак Йон Олафссон (1940—1987). Она закончила начальную школу в 1983 году. Её первой любовью в подростковом возрасте был Йон Гнарр, в будущем известный комик и мэр Рейкьявика. Они «вместе принимали наркотики, читали анархистскую литературу и планировали основать исландское отделение Greenpeace». Когда ей было 20 лет, её приемный отец Йон Олафссон покончил с собой, прыгнув в ледяную реку во время шторма.

## Поэзия и активизм
В возрасте 20 лет была опубликована её первая книга стихов «Frostdinglar». С юных лет она стремилась объединить искусство и поэзию, «рассматривая проблемы целостно, художники могли бы привнести новые перспективы». Её искусство выставлялось на трёх континентах, она выступала на фестивалях и лекциях по всему миру, а её работы появлялись в антологиях, газетах, журналах, на телевидении, радио и в Интернете. В 1995 году её внимание переключилось на последний: «Я нырнула в Интернет и с тех пор оттуда не выходила». В 1996 году она организовала первую в Исландии прямую трансляцию с помощью CU-SeeMe. В 2002 году она отредактировала две антологии: «Книга надежды» и «Книга исцеления мира». Она является членом Союза писателей Исландии (RSÍ), основательницей издательств Radical Creations и Beyond Borders Press.
В интервью Take Part Биргитта рассказала, что «после финансового краха я оказалась среди немногих известных протестующих». Поэтому её попросили координировать деятельность различных низовых организаций, и в декабре 2008 года она организовывала масштабный протест. Затем она стала членом Академической группы, обсуждавшей, какие конституция и правительство нужны Исландии.

## Первый парламентский срок (2009—2013)
На парламентских выборах в Исландии 2009 года Биргитта была избрана депутатом Альтинга от Южного избирательного округа Рейкьявика, представляя Гражданское движение. Она вошла в Комитет по иностранным делам, Комитет по окружающей среде и коммуникациям и исландскую делегацию в Парламентской ассамблее НАТО. Позднее, в 2009 году, она также была назначена членом парламентского комитета по рассмотрению доклада SIC.
14 августа 2009 года Трайнн Бертельссон покинул Гражданское движение, чтобы баллотироваться в качестве независимого депутата, а 18 сентября 2009 года оставшиеся три депутата от Гражданского движения (Биргитта, Маргрет Трюггвадоттир и Тор Саари) тоже покинули партию, чтобы сформировать собственную парламентскую группу — Движение.
В 2009 году судебный запрет запретил вещателям обсуждать недавнюю утечку данных о кредитной истории Kaupthing Bank. В прямом эфире телевидения Боги Агустссон направил зрителей на сайт WikiLeaks, чтобы они могли увидеть там всю информацию сами. Это существенно повысило популярность WikiLeaks в Исландии, и вскоре страну посетил Джулиан Ассанж. Во время его визита с ним встретилась Биргитта, предложившая свою помощь. Было решено, что Биргитта войдёт в команду, разрабатывающую законодательство по защите свободе слова на международном уровне и в Исландии в частности. Биргитта также была продюсером видеоролика WikiLeaks «Сопутствующее убийство».
Её проект в конечном итоге стал известен как Международная инициатива современных медиа (IMMI), которую Биргитта как главная парламентская докладчица предложила в феврале 2010 года. Он был единогласно принят Альтингом 16 июня 2010 года, вскоре после выхода видео «Сопутствующее убийство». Однако позже она разошлась с WikiLeaks, заявив в сентябре 2010 года после вызова шведской полицией Ассанжа на допрос по обвинениям в изнасиловании: «я настоятельно рекомендовала ему сосредоточиться на его проблемах с законом и передать эстафету другим людям». В январе 2011 года она рассказала National Post о WikiLeaks: «Внутри организации не хватает прозрачности в принятии решений и недостаточно налажена коммуникация».
В 2010 году она была назначена членом рабочей группы по европейским делам Комитета по иностранным делам, а также Совместного парламентского комитета ЕС-Исландия. В октябре 2011 года она посетила заседание Парламентской ассамблеи НАТО в Бухаресте (Румыния), где выступила с критикой доклада лорда Джоплинга о кибербезопасности.
В 2011 году, посреди её парламентского срока, её статус был понижен с полноправного члена до наблюдателя как в Комитете по иностранным делам, так и в его Рабочей группе по европейским делам. Она перестала быть членом Комитета по окружающей среде и коммуникациям, перейдя в Комитет по судебным делам и образованию, а также Специального комитета по регламенту Альтинга. В 2011—2012 годах она была председателем партии «Движение». В 2011 году она также стала исполнительным директором Международного института современных медиа (IMMI), в который трансформировалась предыдущая инициатива.
Биргитта с другими депутатами «Движения» участвовала в формировании новой политической партии «Рассвет», официально учреждённой в марте 2012 года в результате слияния «Движения», «Гражданского движения» и Либеральной партии. Однако в июле 2012 года она переключила свое внимание на создание Пиратской партии в Исландии вместе с другими анархистски настроенными активистами вроде Смаури Маккарти. В интервью The Grapevine она сказала: «Я часто пересекаюсь с задротами, поскольку сама такая задротка. Пиратская партия не вращается вокруг меня. Я просто одна из многих, кто создает группу». Партия была официально сформирована в ноябре 2012 года, и Биргитта была единогласно назначена первым председателем.

## Судебные процессы
В 2011 году Министерство юстиции США направило Twitter повестку с требованием предоставить всю информацию Биргитты, размещённую в соцсети, начиная с ноября 2009 года. В ответ Биргитта обратилась в федеральный апелляционный суд в Вирджинии с просьбой заставить Министерство юстиции открыть её досье, чтобы раскрыть других интернет-провайдеров, которым также было предписано предоставить её личные данные. В ответ на это дело Межпарламентский союз принял в поддержку Биргитты резолюцию, в которой выразил глубокую обеспокоенность «в связи с усилиями, предпринимаемыми государством для получения информации о сообщениях члена парламента другого государства, и вероятными последствиями этого для депутатов во всём мире в плане их способности свободно осуществлять свой народный мандат».
В 2012 году она была истцом в судебном процессе «Хеджес против Обамы», возбуждённом против Закона о национальной обороне на 2012 финансовый год (NDAA), который позволял правительству США задерживать на неопределённый срок тех, «кто является частью или существенно поддерживает Аль-Каиду, Талибан или связанные с ними силы, участвующие в боевых действиях против США». Среди её соистцов были Крис Хеджес, Ноам Хомский, Дэниел Эллсберг, Дженнифер Болен, Алекса О’Брайен и Корнел Уэст. В её отсутствие её заявление было зачитано Наоми Вульф. В решении суда Биргитта Йонсдоттир и соистец Кай Варгалла представили другим истцам отдельные доказательства против NDAA, поскольку ни один из них не являлся гражданином США. В решении окружного суда, по данным Апелляционного суда второго округа, «окружной суд установил, что и Биргитта, и Варгалла действительно боялись задержания в соответствии с разделом 1021 и понесли судебные издержки и другие затраты». Результатом дела стало то, что окружной суд Нью-Йорка вынес постановление о запрете на задержание, но в 2013 году оно было отменено Апелляционным судом второго округа.

## Второй парламентский срок (2013—2016)
На парламентских выборах в Исландии в 2013 году Биргитта была избрана депутатом Альтинга по Юго-Западному избирательному округу, на этот раз представляя Пиратскую партию. Она продолжила работу в качестве наблюдателя в Комитете по иностранным делам и члена Совместного парламентского комитета ЕС-Исландия, а также стала членом исландской делегации в Межпарламентском союзе и Конституционного и надзорного комитета, где она также была назначена вторым заместителем председателя.
В октябре 2013 года вышел фильм о WikiLeaks под названием «Пятая власть». В нем Биргитту сыграла голландская актриса Кэрис ван Хаутен. Во время производства фильма Биргитта консультировала режиссёра и сценаристов, но позже отмечала, что «сценарий очень неточен во многих отношениях». В интервью The New Republic она вспоминала, как просила изменить или удалить несколько сцен из-за неточностей. В декабре 2013 года она подверглась критике со стороны представителя Wikileaks Кристинн Храфнссон за своё участие в фильме и, в частности, за получение платы за свою консультационную работу.
С 2014 по 2015 год Биргитта была председателем Пиратской партии. С апреля 2015 года Пиратская партия лидировала в опросах общественного мнения в Исландии перед парламентскими выборами 2017 года. В интервью Quartz Биргитта заявляла: «Я очень шокирована и не знаю, как долго это продлится. Думаю, что это проявление разочарования в нынешних традиционных партиях власти. Мы предлагаем альтернативные им решения». В феврале 2016 года она объявила, что будет баллотироваться на третий срок, поскольку, по данным Iceland Review, «считала важным, чтобы в партии был человек с опытом работы с министерствами и внутриполитической структурой, чтобы обеспечить эффективность партии».
В апреле 2016 года, после призывов к отставке премьер-министра Сигмундура Давида Гуннлаугссона в связи с утечкой «Панамских документов», Биргитта заявила, что «Пираты» готовы войти в состав нового правительства в случае проведения внеочередных выборов. Примерно на протяжении года до апреля 2016 года «Пираты» оставались самой популярной партией Исландии, с уровнем поддержки избирателей от 36 % до 43 %.

## Третий парламентский срок (2016—2017)
На парламентских выборах в Исландии в 2016 году Пиратская партия получила 10 мест, набрав 15 % голосов.
В преддверии выборов Биргитту обвинили в попытке манипулировать результатами праймериз «Пиратов», в том числе в попытке оклеветать Тоурдара Петурссона, чтобы его первое место занял Гуннар Ингиберг Йоунссон.

## Личная жизнь
Биргитта была замужем за Чарльзом Эгиллом Хиртом (1964—1993), который пропал без вести в июне 1993 года в возрасте 29 лет. Его тело было найдено через пять лет после исчезновения. У Биргитты и Хирта есть сын Нептунус, родившийся в 1991 году.
В 2009 году Биргитта вышла замуж за австралийца Дэниела Джонсона. Они были женаты пять лет, и у них в 2000 году в Мельбурне родился сын Дельфин.